# Vanessa-Mae
Pour les articles homonymes, voir Mae et Nicholson.
Vanessa-Mae Vanakorn-Nicholson, dite Vanessa-Mae (陳美 Chén Měi), née le 27 octobre 1978 à Singapour, est une violoniste, pianiste et skieuse alpine britannique d'origine chinoise et thaïlandaise. Elle joue un style cross-over de variété qu’elle qualifie de « techno-acoustic Fusion ».
En février 2014, elle devient la première femme à représenter la Thaïlande en ski alpin aux Jeux olympiques d'hiver. Elle participe à l'édition de Sotchi en Russie sous le patronyme de son père thaïlandais Vanakorn, où elle termine 67e et dernière du slalom géant, à plus de 50 secondes de la gagnante, la Slovène Tina Maze. En novembre 2014, elle est cependant suspendue pour quatre ans par la Fédération internationale de ski (FIS) qui l'accuse de manipulation de résultats : elle se serait qualifiée grâce à l'organisation de courses réalisées en Slovénie ne respectant pas les règles élémentaires en vigueur. Le 19 juin 2015, sa suspension est annulée par le Tribunal arbitral du sport.

## Biographie
Elle naît à Singapour, d’une mère chinoise et d’un père thaïlandais. Après la séparation de ses parents, sa mère se remarie à un Britannique, Graham Nicholson. Elle grandit à Londres et est maintenant une citoyenne britannique. Elle a accolé à son patronyme le nom de son beau-père comme la loi britannique le permet.
Elle commence dans la musique par le piano à trois ans et le violon à cinq ans. En 1986, elle étudie au conservatoire de Pékin, sous la direction du professeur Lin Yaoji, puis deux ans plus tard, elle retourne prendre des cours en Europe avec Felix Andreyevsky. À l'âge de treize ans, elle devient la plus jeune violoniste soliste internationalement reconnue, pour son interprétation des concertos classiques de Tchaïkovski et Beethoven. Dès cette époque, elle se produit sporadiquement avec des orchestres comme le London Symphony Orchestra ou d'autres beaucoup moins prestigieux comme le National Symphony Orchestra.
Ses derniers albums abordent d’autres registres que le domaine classique, plus pop. Elle n’hésite pas à apparaître dans certaines vidéos, habillée très légèrement. À ce sujet, à propos du choix à faire entre la musique classique ou pop, elle déclare souvent qu’elle veut jouer tout ce qui lui plaît, qu’il s’agisse de Beethoven, The Beatles, Mozart, Michael Jackson, Prince, Paganini ou Elvis Presley, elle les aime tous. Elle accompagne d'ailleurs le groupe de hard rock et de heavy metal Scorpions pour une de leurs chansons tubes Still Loving You lors de l'émission télévisée française Taratata.
Son morceau Happy Valley — musique de six minutes disponible dans l'album Storm — est choisi pour être l’hymne officiel de la Rétrocession de Hong Kong à la Chine, le 1er juillet 1997. La veille, la cérémonie officielle est précédée d’un gigantesque concert à Happy Valley. 
En 2004, Vanessa-Mae collabore avec le compositeur Vangelis pour le morceau Roxane's Veil que l'on retrouve dans la bande originale du film Alexandre composée par Vangelis, ainsi que sur l'album Choreography.
Le 5 octobre 2011, elle est à Grozny à la luxueuse fête du trente-cinquième anniversaire du président tchétchène Ramzan Kadyrov qui l'a invitée, ainsi que Jean-Claude Van Damme et Hilary Swank, pour 500 000 dollars, selon la presse locale.
Elle est résidente à l'année à Zermatt en Suisse.

## Carrière sportive
En février 2014, Vanessa-Mae participe sous le nom de Vanessa Vanakorn pour la Thaïlande aux Jeux olympiques de Sotchi dans l'épreuve du slalom géant. Elle se classe 74e de la première manche en 1 min 44 s 86/100 à 26 s 98/100 de la 1re et 67e de la seconde manche avec 1 min 42 s 11 à 24 s 21 de la 1re. Elle termine à la 67e place sur 90 concurrentes au départ avec le temps cumulé de 3 min 26 s 97 à 50 s 10 de la gagnante Tina Maze (2 min 36 s 87).
Le 18 novembre 2014, la skieuse est disqualifiée et interdite de course pour quatre ans par le conseil de la Fédération internationale de ski, en raison d'irrégularités relevées sur les courses qui lui ont permis de valider son billet. Le 19 juin 2015, sa suspension est annulée par le Tribunal arbitral du sport qui relève un manque d'éléments prouvant une manipulation, mais sa disqualification est maintenue. Le 24 février 2016, la Fédération internationale de ski présente des excuses publiques et la dédommage pour l'avoir accusée à tort.

## Discographie (albums)
- 1990 : Violin — son premier album classique dans lequel elle joue Carmen, le concerto de Kabalevsky, le concerto Adelaïde de Mozart, et Wieniawski.
- 1991 : My Favourite Things - Kids' Classics — toujours classique : Les Noces de Figaro, Campanella, la Panthère Rose...
- 1991-1992 : Tchaikovsky & Beethoven Violin Concertos — avec le London Symphony Orchestra.
- 1995 : The Violin Player — le premier album où elle quitte le registre purement classique pour y ajouter un rythme pop/jungle acoustique.
- 1995 : The Violin Player - Japanese Releases.
- 1996 : The Alternative Record From Vanessa-Mae.
- 1996 : The Classical Album 1.
- 1997 : China Girl - The Classical Album 2.
- 1997 : Storm — un énorme succès pour un album rock fusion joué au violon électrique.
- 1998 : The Original Four Seasons and The Devil's Trill Sonata - The Classical Album 3 — elle y joue Les Quatre Saisons de Vivaldi, et la Sonate des trilles du Diable, avec une version pop de cette dernière.
- 2000 : The Classical Collection - Part 1.
- 2001 : Subject To Change — un album à tendance fusion.
- 2002 : The Best of Vanessa-Mae.
- 2003 : Xpectation — de Prince et avec Candy Dulfer
- 2004 : Choreography.

Elle a participé également à la bande originale de la série d'animation Sailor moon S dont elle jouait les thèmes au violon, ainsi qu'à la bande originale du film Mulan de Disney.
Elle est enfin présente en featuring dans la chanson The Velvet Rope de Janet Jackson (1997).
La violoniste Vanesse Mae a vendu plus de 10 millions de disques.

## Honneurs
- (10313) Vanessa-Mae, astéroïde nommé en son honneur.